# Ronnie Coyle
Ronnie Coyle (4 augustus 1964 – 12 april 2011) was een Schots voetballer, die als verdediger speelde. Coyle speelde voor Celtic FC, Clyde FC, Raith Rovers F.C., Ayr United FC, Albion Rovers FC, East Fife FC en Queen's Park FC in de Scottish Football League en Middlesbrough F.C. en Rochdale FC in de Football League. Hij overleed op 12 april 2011 ten gevolge van leukemie.

## Erelijst met Raith Rovers FC
- Scottish First Division (2×) 1992-93, 1994-95
- Scottish League Cup (1×) 1994-95

## Erelijst met Ayr United FC
- Scottish Second Division (1×) 1996-97